# Фрунзенско-Приморская линия
Фру́нзенско-Примо́рская линия — пятая линия Петербургского метрополитена. Соединяет северо-западные районы Санкт-Петербурга с южными: начинается в Приморском районе, выходит в Петроградский, Центральный и Адмиралтейский, затем заходит во Фрунзенский, проходя по его центральной части под Бухарестской улицей, и выходит в Пушкинский район. На схемах и указателях обозначается фиолетовым цветом и пиктограммой .
На участке от «Звенигородской» до «Международной», а также на «Адмиралтейской» наземные вестибюли станций встроены в торговые центры.
Линия глубокого заложения, за исключением южного участка со станциями «Дунайская» и «Шушары», где первая мелкого заложения, а вторая — крытая наземная.
По причине отсутствия на линии электродепо до 31 июля 2013 года её обслуживание осуществлялось подвижным составом ТЧ-6 «Выборгское». В период с 1 августа 2013 года по 4 сентября 2019 года линию обслуживало ТЧ-3 «Московское». С 5 сентября 2019 года линию обслуживает ТЧ-7 «Южное». В перспективе до 2035 года — электродепо  ТЧ-12 «Коломяжское».
Четвёртая по протяжённости линия метрополитена.

## История

### История строительства
Фрунзенско-Приморская линия — долгострой метрополитена. Полноценное открытие линии по планам сорвалось почти на 20 лет. В конце 80-х было принято решение временно подключить часть Приморского радиуса к Правобережной линии. Этим, в частности, объяснялась малая скорость движения поездов на перегоне «Достоевская» — «Садовая», поскольку для пассажирского движения между двумя линиями использовалась ССВ.
Первая станция («Садовая») была открыта 30 декабря 1991 года, и до ввода в эксплуатацию первого участка линии (1997 год), оставалась единственным действующим фрагментом. До 7 марта 2009 года часть будущей линии (Приморский радиус) эксплуатировалась в составе Правобережной линии. 20 декабря 2008 года был введён участок между станциями «Звенигородская» и «Волковская», на котором организовано челночное движение по обоим путям. 7 марта 2009 года участок от «Комендантского проспекта» до «Садовой», действовавший до того в составе Правобережной линии, был соединён с участком «Звенигородская» — «Волковская» и между станциями «Комендантский проспект» и «Волковская» было организовано движение в обычном графике.
Непосредственная подготовка к открытию линии в 2008 году послужила поводом для нарушения руководством метрополитена положений приказа Министерства транспорта № 63 осенью 2006 года — отмены перерывов для отдыха машинистов, что привело к протестам с угрозами устроить забастовку по примеру сотрудников Московского метрополитена.

### Хронология пусков
| Дата пуска            | Участок | Длина    | Кол-во станций |
| --------------------- | --- | -------- | -------------- |
| 30 декабря 1991 года  | «Садовая» в составе участка «Площадь Александра Невского-2» — «Садовая» 4-й линии                                                                          | —        | 1              |
| 15 сентября 1997 года | «Садовая» — «Чкаловская» (без станции «Адмиралтейская») в составе 4-й линии                                                                                | 4,8 км   | 2              |
| 14 января 1999 года   | «Чкаловская» — «Старая Деревня» (без станции «Крестовский остров») в составе 4-й линии                                                                     | 4,2 км   | 1              |
| 3 сентября 1999 года  | «Крестовский остров» (на действующем участке «Чкаловская» — «Старая Деревня») в составе 4-й линии                                                          | —        | 1              |
| 2 апреля 2005 года    | «Старая Деревня» — «Комендантский проспект» в составе 4-й линии                                                                                            | 2,7 км   | 1              |
| 20 декабря 2008 года  | «Звенигородская» — «Волковская» (без станции «Обводный канал»)                                                                                             | 3,8 км   | 2              |
| 7 марта 2009 года     | Введён в пассажирскую эксплуатацию перегон «Садовая» — «Звенигородская». Организовано движение от станции «Комендантский проспект» до станции «Волковская» | 1,3 км   | -              |
| 30 декабря 2010 года  | «Обводный канал» (на действующем участке «Звенигородская» — «Волковская»)                                                                                  | —        | 1              |
| 28 декабря 2011 года  | «Адмиралтейская» (на действующем участке «Спортивная» — «Садовая»)                                                                                         | —        | 1              |
| 28 декабря 2012 года  | «Волковская» — «Международная» | 3,3 км   | 2              |
| 5 сентября 2019 года  | «Международная» — ТЧ-7 «Южное» | 6,2 км   | —              |
| 3 октября 2019 года   | «Проспект Славы», «Дунайская», «Шушары» (на действующем участке «Международная» — ТЧ-7 «Южное»)                                                            | —        | 3              |
|                       | Всего: | 26,24 км | 15 станций     |

## Станции
Все станции Фрунзенско-Приморской линии, кроме «Дунайской» и «Шушар», имеют островные платформы.
|  | Название станции       | Дата открытия    | Тип станции                               | Глубина, (м) | Координаты                      | Район города         | Вид станции |
|  | ---------------------- | ---------------- | ----------------------------------------- | ------------ | ------------------------------- | -------------------- | ----------- |
|  | Комендантский проспект | 2 апреля 2005    | колонно-стеновая                          | 75           | 60°00′30″ с. ш. 30°15′31″ в. д. | Приморский район     |             |
|  | Старая Деревня         | 14 января 1999   | односводчатая                             | 61           | 59°59′21″ с. ш. 30°15′18″ в. д. | Приморский район     |             |
|  | Крестовский остров     | 3 сентября 1999  | колонно-стеновая                          | 49           | 59°58′18″ с. ш. 30°15′34″ в. д. | Петроградский район  |             |
|  | Чкаловская             | 15 сентября 1997 | односводчатая                             | 60           | 59°57′39″ с. ш. 30°17′31″ в. д. | Петроградский район  |             |
|  | Спортивная             | 15 сентября 1997 | двухъярусная пересадочная односводчатая   | 64           | 59°57′01″ с. ш. 30°17′17″ в. д. | Петроградский район  |             |
|  | Адмиралтейская         | 28 декабря 2011  | колонно-стеновая                          | 86           | 59°56′09″ с. ш. 30°18′54″ в. д. | Центральный район    |             |
|  | Садовая                | 30 декабря 1991  | односводчатая                             | 71           | 59°55′35″ с. ш. 30°19′02″ в. д. | Адмиралтейский район |             |
|  | Звенигородская         | 20 декабря 2008  | колонно-стеновая                          | 57           | 59°55′20″ с. ш. 30°20′08″ в. д. | Адмиралтейский район |             |
|  | Обводный канал         | 30 декабря 2010  | пилонная                                  | 61           | 59°54′52″ с. ш. 30°20′58″ в. д. | Фрунзенский район    |             |
|  | Волковская             | 20 декабря 2008  | пилонная                                  | 61           | 59°53′45″ с. ш. 30°21′28″ в. д. | Фрунзенский район    |             |
|  | Бухарестская           | 28 декабря 2012  | пилонная                                  | 65           | 59°53′02″ с. ш. 30°22′07″ в. д. | Фрунзенский район    |             |
|  | Международная          | 28 декабря 2012  | колонно-стеновая                          | 65           | 59°52′13″ с. ш. 30°22′44″ в. д. | Фрунзенский район    |             |
|  | Проспект Славы         | 3 октября 2019   | пилонная                                  | 59           | 59°51′25″ с. ш. 30°23′41″ в. д. | Фрунзенский район    |             |
|  | Дунайская              | 3 октября 2019   | колонная многопролётная мелкого заложения | 17           | 59°50′23″ с. ш. 30°24′40″ в. д. | Фрунзенский район    |             |
|  | Шушары                 | 3 октября 2019   | крытая наземная                           | 0            | 59°49′12″ с. ш. 30°25′58″ в. д. | Пушкинский район     |             |

### Типы станций

#### Колонная станция глубокого заложения
Первая колонная станция на Фрунзенско-Приморской линии — «Адмиралтейская» — сооружена в конструкциях без отделки в 1997 году на участке «Садовая» — «Чкаловская» Правобережной линии, но в связи с задержкой строительства наклонного хода до 2011 года являлась станцией-призраком. Первой открытой колонной станцией в 1999 году стал «Крестовский остров».
На 2025 год таких станций на Фрунзенско-Приморской линии пять:
- «Комендантский проспект» (2005),
- «Крестовский остров» (1999),
- «Адмиралтейская» (2011),
- «Звенигородская» (2008),
- «Международная» (2012).

#### Односводчатая станция глубокого заложения
Данный тип станции представляет собой однообъёмный большой зал. На Фрунзенско-Приморской линии станции такого типа появились в составе Правобережной линии в 1991 году.
На 2025 год таких станций на Фрунзенско-Приморской линии три:
- «Старая деревня» (1999),
- «Чкаловская» (1997),
- «Садовая» (1991).

#### Односводчатая двухъярусная пересадочная станция глубокого заложения
Данный тип станции представляет в верхнем ярусе односводчатую станцию, в нижнем — колонную многопролётную, но исполнена в едином конструктиве.
На 2025 год на Фрунзенско-Приморской линии расположена единственная такая станция в СНГ — «Спортивная».

#### Пилонная станция глубокого заложения
На Фрунзенско-Приморской линии станции такого типа появились в 2008 году.
На 2025 год таких станций на Фрунзенско-Приморской линии четыре:
- «Обводный канал» (2010),
- «Волковская» (2008),
- «Бухарестская» (2012),
- «Проспект Славы» (2019).

#### Колонная станция мелкого заложения
Такие станции располагаются на глубине не более 15 метров и имеют высокую пропускную способность в часы пик. Единственная на Фрунзенско-Приморской линии станция такого типа — «Дунайская» — появилась в 2019 году.

#### Наземная станция
Единственная такая станция на линии — «Шушары» — появилась в 2019 году и является конечной на юге линии.

## Пересадки
С севера на юг:
| Со станции       | На станцию       |
| ---------------- | ---------------- |
| «Садовая»        | «Сенная площадь» |
| «Садовая»        | «Спасская»       |
| «Звенигородская» | «Пушкинская»     |

Прямая пересадка на Невско-Василеостровскую линию отсутствует, поскольку на ней не была построена станция «Адмиралтейская-2». Продление пятой линии планируется с организацией пересадки со станции «Шуваловский проспект» на проектируемую в настоящее время станцию третьей линии «Каменка».

## Электродепо
| Электродепо         | Период                 |
| ------------------- | ---------------------- |
| ТЧ-6 «Выборгское»   | 2009—2013              |
| ТЧ-3 «Московское»   | 2013—2019              |
| ТЧ-7 «Южное»        | 2019 — настоящее время |
| ТЧ-12 «Коломяжское» | с 2035                 |

## Подвижной состав

### Количество вагонов в составах
С момента запуска и по сентябрь 2019 года на линии ходили шестивагонные поезда. С сентября 2019 года количество вагонов увеличилось до восьми. С 1 августа 2022 года уменьшилось до семи. По мере приобретения 950 новых вагонов проекта «Балтиец», которое завершится к 2030 году (поставка первого состава — уже к 2025 году), формирование поездов на Фрунзенско-Приморской линии вернётся в восьмивагонную составность.
| Количество | Годы                             |
| ---------- | -------------------------------- |
| 6          | 2008 — сентябрь 2019             |
| 8          | сентябрь 2019 — 31 июля 2022     |
| 7—8        | 1 августа 2022 — 31 августа 2022 |
| 7          | с 1 сентября 2022                |
| 7—8        | 2025—2030 (планируется)          |
| 8          | с 2030 (планируется)             |

### Тип подвижного состава
| Тип                               | Период                                                                  |
| --------------------------------- | ----------------------------------------------------------------------- |
| 81-540.2/541.2                    | 2008 — настоящее время                                                  |
| 81-717.5/714.5                    | 2009 — настоящее время                                                  |
| 81-540/541                        | 2009 — настоящее время                                                  |
| 81-540.5/541.5                    | 2009 — настоящее время                                                  |
| 81-541.8                          | 2009 — настоящее время                                                  |
| 81-717.5П/714.5П                  | 2012 — настоящее время                                                  |
| 81-540.7/541.7                    | 2018 — настоящее время                                                  |
| 81-725.2/726.2/727.2 «Балтиец .2» | 2025 (первый состав, планируется) 2030 (остальные составы, планируется) |

Поезд «Балтиец» после первой поставки в электродепо ТЧ-7 «Южное» — на Фрунзенско-Приморской линию в 2025 году, будучи поездом с асинхронным тяговым электродвигателем, поступит в эксплуатацию на линию, основным средством сигнализации (безопасности движения) на которой является АЛС-АРС без автостопов и защитных участков с нормально погашенными светофорами автоматического действия. До этого аналогичные «Балтийцу» модели — «НеВа» и «Юбилейный» — эксплуатируются на линиях с автоблокировкой, дополненной АЛС-АРС с автостопами и защитными участками — Невско-Василеостровской и Кировско-Выборгской. В ночь с 11 на 12 июня 2025 года была осуществлена перегонка «Балтийца .2» из электродепо ТЧ-1 «Автово» в ТЧ-7 «Южное» в составе сплотки из 22 вагонов — при помощи двух 7-вагонных составов 81-540.2/541.2 №№ 10350—10351 и №№ 10352—10353.

## Неудобства, вызванные строительством линии
- 21, 22, 28 и 29 июля, 4, 5, 11 и 12 августа 2007 года движение поездов от «Садовой» до «Площади Александра Невского-2» не осуществлялось в связи с установкой в технологическом тоннеле между станциями «Садовая» и «Достоевская» стрелочных переводов для организации движения поездов от «Садовой» к «Звенигородской» линии 5 и от «Достоевской» к «Спасской».

Станции «Достоевская» и «Лиговский проспект» были закрыты, а «Владимирскую», собственный выход которой на тот момент находился на реконструкции, поезда проезжали без остановок. Движение поездов осуществлялось от «Садовой» до «Комендантского проспекта» и от «Площади Александра Невского-2» до «Улицы Дыбенко». При этом станции на этих участках закрывались на вход раньше обычного — в 0:15, а последние поезда с «Садовой» к «Комендантскому проспекту» и с «Площади Александра Невского-2» к «Улице Дыбенко» отправлялись уже в 0:10.
- Летом 2007 года в связи со строительством перехода между «Сенной площадью» и «Спасской» было временно введено ограничение скорости при отправлении со станции «Сенная площадь» в сторону станции «Технологический институт». Аналогичные ограничения скорости вводились на Кировско-Выборгской линии у станции «Пушкинская»

## Фрунзенский радиус
Строительство было начато в конце 1980-х годов. Затем, в 1996 году было заморожено из-за недостатка финансирования и возобновлено в 2004 году после завершения строительства новых тоннелей на участке размыва и восстановления сквозного движения по Кировско-Выборгской линии между станциями «Лесная» и «Площадь Мужества». Открытие челночного движения между станциями «Волковская» и «Звенигородская» состоялось 20 декабря 2008 года. 7 марта 2009 года, после открытия станции «Спасская» Правобережной линии, Фрунзенский радиус был объединён с Приморским в полноценную линию. 30 декабря 2010 года была открыта станция «Обводный канал». 28 декабря 2012 года были открыты станции «Бухарестская» и «Международная». 3 октября 2019 года были открыты станции «Проспект Славы», «Дунайская» и «Шушары».

## Приморский радиус
20 августа 2007 года Комитет экономического развития промышленной политики и торговли правительства Санкт-Петербурга (КЭРППИТ) объявил открытый конкурс на разработку проекта строительства метрополитена от станции «Комендантский проспект» до станции «Нижне-Каменская» с электродепо «Коломяжское». Заказчиком выступил ГУП «Петербургский метрополитен». Открытие станций было запланировано на 2013—2015 годы.

## Строительство
В 2007 году были завершены две последние сбойки на перегонах «Волковская» — «Обводный канал», и «Спасская» — «Достоевская». Произведена проходка вертикальных стволов на перегонных туннелях под будущие ВШ 619, ВШ 615, ВШ 613[значимость факта?]. Завершена проходка центральных залов всех станций. За станцией «Волковская» была сооружена монтажная камера для щита, который отправился в начале 2008 года в сторону станции «Бухарестская». Практически, основные строительные работы на станциях первого пускового комплекса близились к завершению.
Строилось энергоснабжение: «Ленэнерго» называл ключевым инвестпроектом строительство подстанции № 160А «Волковская». Она обеспечивает энергоснабжение Фрунзенского радиуса метрополитена. В начале декабря 2008 года начались работы на участке от «Волковской» до «Международной».

### Вторая очередь Фрунзенского радиуса
Проходка первого в истории отечественного метростроения двухпутного тоннеля на участке от «Международной» до «Южной» началась 23 января 2014 года ТПМК «Надежда».
Большая часть тоннеля сооружалась в условиях сложной гидрогеологической обстановки. В водонасыщенных поверхностных грунтах, перемежающихся участками с валунами. Ежедневно из-под режущего органа доставались десятки валунов диаметром до 1,5 метровНачальник пресс-службы ОАО "Метрострой" Екатерина Гигиняк
Проходка тоннеля была завершена 11 июня 2015 года. Фигурировавшая в перспективных планах строительства станция «Балканская», которую предполагалось разместить у перекрёстка Бухарестской улицы и Малой Балканской улицы, построена не была. Три станции второй очереди Фрунзенского радиуса введены 3 октября 2019 года.

## Подготовка к пуску[значимость факта?]
В ноябре 2008 года на линии вёлся монтаж оборудования, на станциях производились отделочные работы. Пуск пробного поезда (на аккумуляторной тяге) состоялся 1 декабря 2008 года. 8 декабря 2008 года был подан первый поезд с питанием от контактного рельса. Первоначально планируемая дата открытия станции — 1 декабря 2008 года, в июле назначалась дата 18 декабря, в ноябре она была перенесена на 24 декабря 2008 года (в данном случае вероятно ошибка журналистов), но она была открыта 20 декабря.

## Перспективы
В северном направлении линии на Приморском радиусе планируется строительство трёх станций, окончательные названия которых пока не определены, кроме станции «Шуваловский проспект». За последней станцией на севере линии будет построено электродепо «Коломяжское».

## Технические подробности и особенности

### Эксплуатация
На линии основным средством сигнализации является АЛС-АРС. Нормальное положение светофоров автоматического действия при такой системе — погашенное. На линии используется система автоведения ПА-М (поездная аппаратура модернизированная), совместимая с системой «Движение», используемой на Московско-Петроградской линии. 
Впервые в Петербургском метрополитене на линии без автостопов и защитных участков планируется эксплуатация электропоезда с асинхронным тяговым электродвигателем и промежуточными безмоторными вагонами — 81-725.2/726.2/727.2 «Балтиец .2». До этого все аналогичные модели — «НеВа» и «Юбилейный» — эксплуатируются на линиях с автоблокировкой, дополненной АЛС-АРС с автостопами и защитными участками — Невско-Василеостровской и Кировско-Выборгской.  В ночь с 11 на 12 июня 2025 года была осуществлена перегонка «Балтийца .2» из электродепо ТЧ-1 «Автово», в ТЧ-7 «Южное» в составе сплотки из 22 вагонов — при помощи двух 7-вагонных составов 81-540.2/541.2 №№ 10350—10351 и №№ 10352—10353. «Балтиец .2» отправился после досборки на Октябрьском электровагоноремонтном заводе, у которого имеется гейт с ТЧ-1 «Автово».

### Строительство
Открытый в 2019 году участок «Международная» — «Шушары» является первым в России с двухпутным перегонным тоннелем.

## Факты
- Хотя линия называется Фрунзенско-Приморской, станции «Фрунзенская» и «Приморская» находятся на других линиях (для сравнения: на Кировско-Выборгской линии есть станции «Кировский завод» и «Выборгская», на Московско-Петроградской линии — «Московская» и «Петроградская»), так как, по сложившейся традиции, названия линиям Петербургского метрополитена дают по изначально соединяемым линией районам города (если линия продлевается, название всё равно остаётся).
- Линия связывает все остальные линии, кроме Невско-Василеостровской, хоть и пересекается с ней. В отдалённой перспективе (не ранее 2040 года) планируется пересадочное сообщение с ней в виде станции «Адмиралтейская-2».
- На перегоне между «Адмиралтейской» и «Спортивной» тоннель пересекает сначала Большую Неву, а затем Малую Неву, а между «Крестовским островом» и «Старой Деревней» — Большую и Среднюю Невку.
- C 25 мая по 2 июня 2009 года станции на Фрунзенско-Приморской линии объявлялись голосом спортивного комментатора Геннадия Орлова[45].
- Все колонные станции на этой линии — колонно-стеновые.
- На этой линии существует единственная в мире двухъярусная односводчатая станция глубокого заложения «Спортивная», соединённая с выходом на Васильевский остров 300-метровым переходным коридором, проходящим под Малой Невой, в котором размещены два марша траволаторов.
- На этой линии есть единственная станция в Петербургском метрополитене, имеющая путевое развитие по обоим направлениям, — «Садовая».

### Комментарии
1. ↑  После 1993 года[7] все линии в навигации обозначаются номерами и цветами[8], однако названия линий, образованные от соединяемых ими районов, продолжают использоваться в рабочей документации[9]
2. ↑  Исключением, согласно Инструкции по сигнализации (ИСИ), станут составы с неисправными/необорудованными/отключёнными устройствами АЛС-АРС, которым, в связи с тем, что стандартно применяющийся на линии синий сигнал светофора является для них запрещающим, потребуется включение светофоров автоблокировки[25]